# Roca de les Dotze
La Roca de les Dotze és una muntanya de 1.110 metres al municipi de la Morera de Montsant, a la comarca catalana del Priorat.